# Вернике, Карл
Карл Ве́рнике (Carl Wernicke; 15 мая 1848, Тарновиц — 15 июня 1905, Гревенрода) — немецкий психоневропатолог, автор психоморфологического направления в психиатрии, создатель психиатрической школы, первооткрыватель одноименной афазии, центра, энцефалопатии, синдромов Вернике — Корсакова, Гайе — Вернике и множества других психиатрических и невропатологических явлений.

## Биография

### Рождение, ранние годы

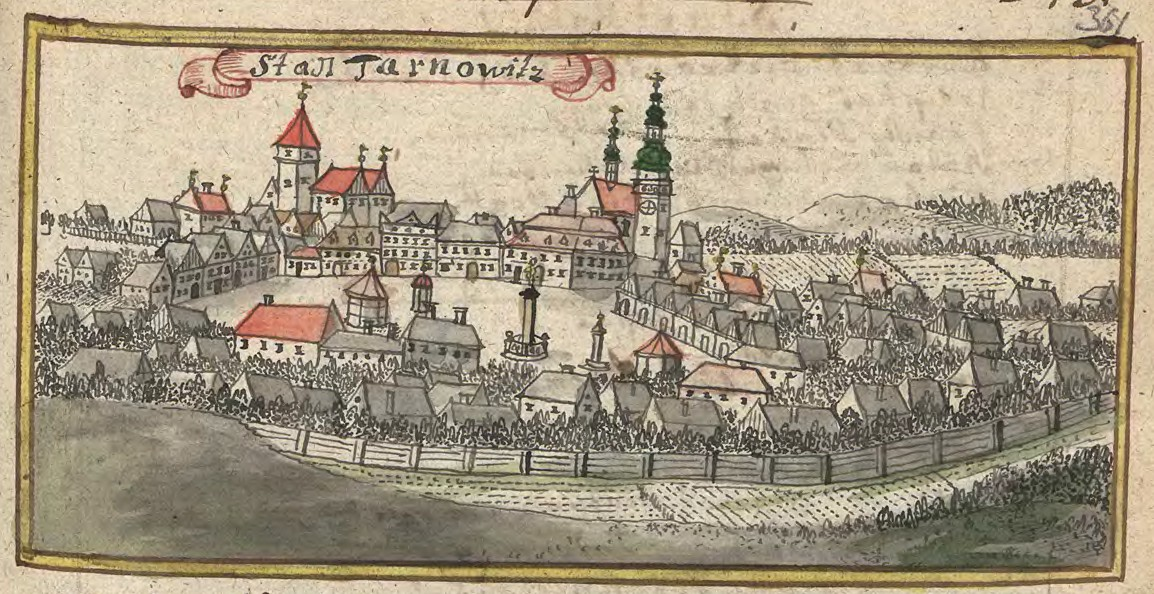
Родина Вернике — Тарновиц

Карл Вернике родился в маленьком городке Тарновиц (нем. Tarnowitz) (теперь Тарновске-Гуры, пол. Tarnowskie Gory, Польша) в семье чиновника — администратора горнодобывающей компании. Жили они очень скромно. Когда Карлу было 17, умер отец, и финансовое положение ещё больше ухудшилось.. Потом семья переехала. Среднее образование юноша получил в Королевской гимназии в Оппельне (нем. Oppeln, теперь Ополе) и в Гимназии св. Марии Магдалины в Бреслау (нем. Breslau, теперь Вроцлав). Аттестат зрелости Вернике получил в 1866 году.

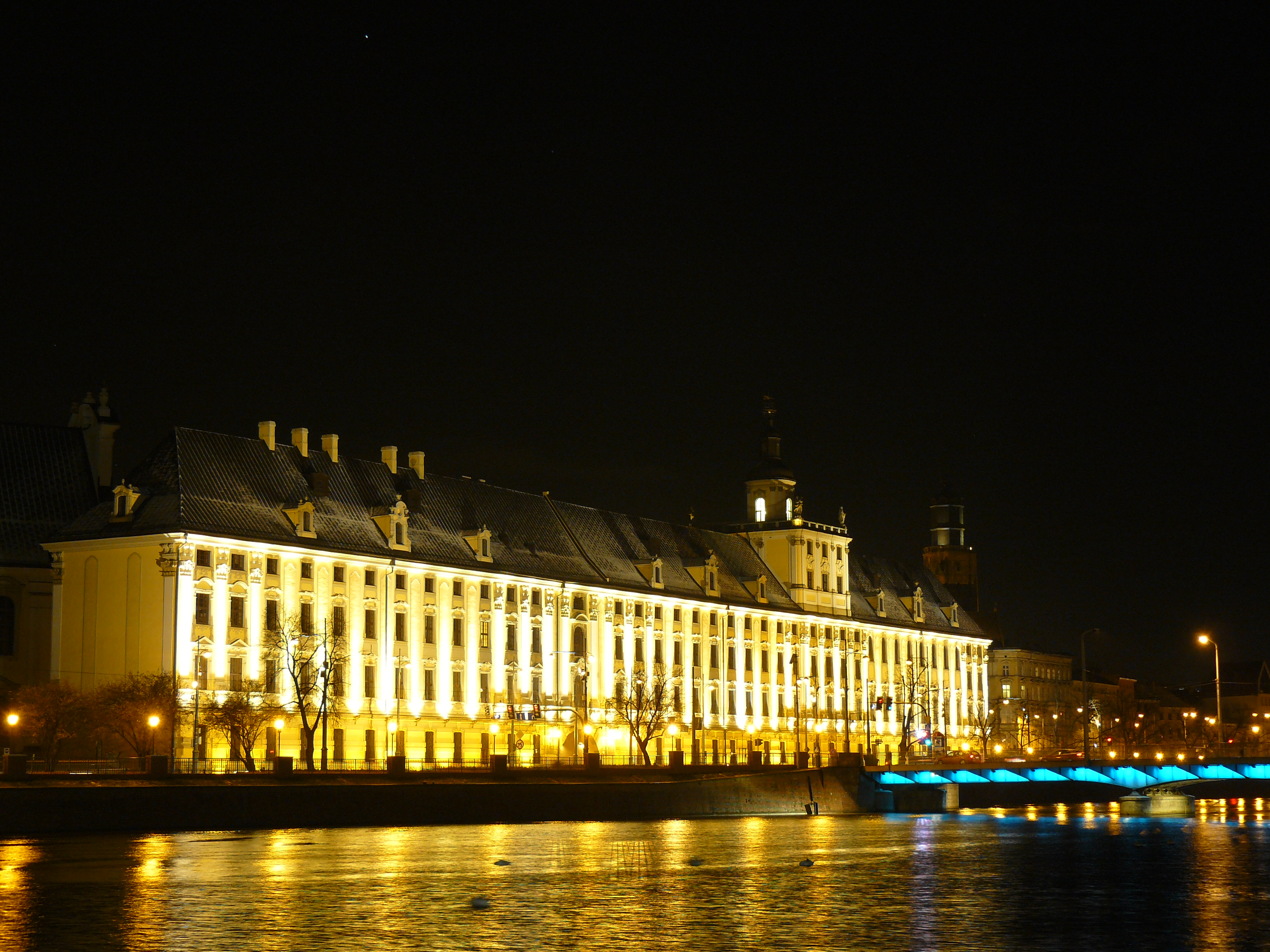
Альма-матер Вернике — Бреслауский университет

С большим трудом мать смогла оплатить учёбу сына на медицинском факультете Бреслауского университета, хотя изначально мечтала для него о другом поприще: ей хотелось, чтобы он стал министром. Как раз перед последними экзаменами Карла она также умерла.

### Становление
Карл Вернике долго шёл к работе в психиатрии. В Бреслауском университете сначала учился под руководством Г. Нойманна в Аллерхайлигенгоспитале (Госпитале Всех Святых). По завершении курса фундаментального медицинского образования ему присвоили звание врача в Бреслау в 1870 году. После этого шесть месяцев работал в офтальмологическом отделении ассистентом. Затем служил ассистентом хирурга Фишера на франко-прусской войне.

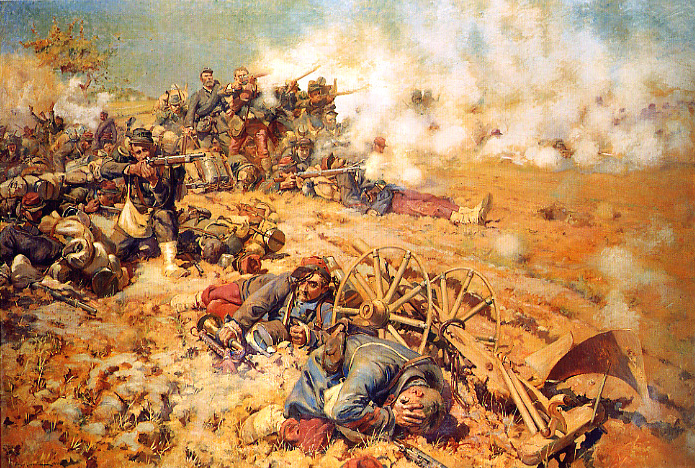
Франко-прусская война: битва при Марс-ла-Тур 16 августа 1870

Далее прошёл подготовку на специалиста по психиатрии под руководством Нойманна, после чего получил возможность вместе с ним провести полгода в Вене у Т. Г. Мейнерта — выдающегося австрийского и немецкого психиатра и невропатолога, который позже сильно повлиял на З. Фрейда. Мейнерт оказал большое влияние и на Вернике — тот в дальнейшем лишь его упоминал в своих лекциях и только его портрет повесил на стене у себя в клинике. В 1872 году Вернике под руководством Мейнерта сделал своё первое открытие — описал борозду, что присутствует у некоторых людей в пределах височной, теменной и затылочной доли.

### Расцвет, зрелые годы

#### Развитие медицинской карьеры
Карл Вернике стал специалистом по психиатрии и приват-доцентом в Бреслау в 1875 году, а в Берлине — в 1876. В 1876-1878 Вернике был первым помощником в клинике психиатрии и нервных болезней Шарите под руководством К.-Ф.-О Вестфаля в Берлине. Таким образом, Вернике продолжал психоневрологические традиции, начатые  ещё В. Гризингером. В 1878 году он занялся частной психоневрологической практикой в Берлине, практикуя до 1885, когда он стал адъюнкт-профессором неврологии и психиатрии в Бреслау. В этом же году он согласился занять место своего учителя  Г. Нойманна и стал директором психиатрической клиники Аллерхайлигенгоспиталя.
В 1890 году он получил кафедру в Бреслау и стал начальником Отделения неврологии и психиатрии в университетской клинике. Следующие 14 лет она стала центром нейропсихологических исследований, где под его руководством работали Х. К. Липманн, К. Гольдштейн и Фёрстер. Этот период его жизни вообще был очень плодотворным. В 1894 году его труды были опубликованы в «Очерке лекций по психиатрии в клинике» нем. «Grundriss der Psychiatrie in klinischen Vorlesungen» со вторым изданием в 1906 (получивший диаметрально противоположную оценку: Ф. Ниссль считал его крайне важным, а Э. Крепелин — «спекулятивной анатомией»), «Знакомство с больными в психиатрической клинике в Бреслау» нем. «Krankenvorstellungen aus der psychiatrischen Klinik in Breslau» в 1899-1900, «Атлас нейроанатомии и патологии мозга» нем. «Atlas des Gehirns on neuroanatomy and pathology» в 1897-1903.
Однако в 1904 его работа там оказалась в не очень благоприятных условиях из-за плохих отношений с городской и университетской властью. Мэрия отказалась строить здание университетской психиатрической клиники, что очень рассердило Вернике.  Карл Вернике отправился по этой причине заведовать кафедрой в Галле (Саксония-Анхальт). Там он был главой Отделения психических и нервных болезней. Кроме продолжения своих предыдущих исследований Карл Вернике здесь интенсифицировал работу, и, в частности, принялся за исследование пункций для установления локализации опухолей мозга.

#### Афазия Вернике. Центр Вернике. Анатомия и физиология мозга.
История открытия следующая. В 1873 Вернике изучал пациента, который перенёс инсульт. Хотя человек был в состоянии говорить и слух не был нарушен, он с трудом понимал, что ему говорили и не понимал написанное слово. Однако разговаривал он также патологически (фрагмент речи больного, переведённый и адаптированный М. Курланд, Р.А. Лупоф, «Как улучшить память» — ответ на вопрос, где больной живёт):

«Да, конечно. Грустно думдить па редко пестовать. Но если вы считаете барашто, то это мысль, тогда стрепте»

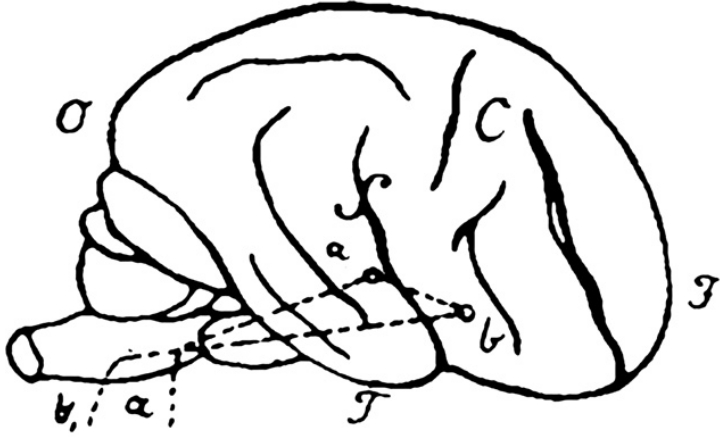
Собственный чертёж К. Вернике центра Вернике (1874).

После того как он умер, Вернике при вскрытии обнаружил поражение в задней теменной и височной области левого полушария мозга пациента. Он заключил, что эта область, которая близка к слуховой области мозга, участвует в понимании речи. Таким образом, Карлу Вернике было только 26 лет, когда он в 1874 году опубликовал свой 72-страничный труд «Афазический симптомокомплекс» нем. «Der aphasische Symptomenkompleks», в котором он первым описал сенсорную афазию, или, как он сам её называл афазию управления (нем. Leitungsaphasie), локализованную в височных долях, а также алексию и аграфию. В своей книге Вернике пытался связать различные афазии к нарушению психических процессов в различных регионах мозга.
Позже он открыл, что повреждение дугообразных нервных волокон, соединяющих поля Брока и Вернике, тоже ведут к моторной и сенсорной афазии.  Его последнее резюме синдрома афазии появилось в 1903 и было переведено на английский язык в 1908. 2 бумаги работы  Вернике были опубликованы  в Англии в 1994.
На учении  Брока и Вернике создана классификация афазий Вернике — Лихтгейма, популярная на Западе и сегодня, что выделяет корковые, транскортикальные (из-за перерыва связи между корковым центром речи и гипотетическим центром понятий) и субкортикальные их формы. Однако, в отличие от Альцгеймера, Вернике не отождествлял расстройства речи и мышления.
Он также показал в этих исследованиях преобладание одного полушария мозга в функционировании мозга.
Существует ещё один важный момент открытия Вернике. По сути это — первое психиатрическое заболевание с точно найденным патологоанатомическим субстратом. Не зря именно его считают одним из наиболее видных представителей школы, что полагала, что психические болезни зависят от физиологии мозга.  Он считал, что нарушения  психики могут быть воплощены в определённых областях коры головного мозга и, следовательно, их можно использовать для определения назначения этих областей. Вернике одним из первых понял, что функции мозга зависят от переплетения проводящих нервных путей, что связывают разные его участки, а каждый участок в свою очередь отвечает за простейшую сенсорно-моторную деятельность. Это гораздо прогрессивнее теории эквипотенциальности, которой придерживались большинство современных ему учёных. Теория эта возникла в ещё в 1825 после разочарования в локализационном психоморфологизме Ф. И. Галля. Она гласила, что мозг работает как единый орган. Карл Вернике же своим открытием был одним из тех, кто предвосхитил современную теорию динамической локализации функций по А. Р. Лурии и И. П. Павлову. Правда Вернике и другим учёным того времени до неё было ещё очень далеко.
Третьим важным аспектом было то, что на основе своей теории Вернике понял: раз определённые симптомы зависят от локализации в точном месте, это место можно в свою очередь определить по симптомам и более конкретно проводить терапию. Стоит отметить, что для того времени это была глубочайшая мысль, сильно повлиявшая на современную науку, в частности, нейрохирургию.
Ради справедливости надо указать, что Вернике был не первым, кто открыл сенсорную афазию. Её упоминали в 1869 Г. Ч. Бастиан и в 1871 Шмидт, но именно Карл Вернике на основе собственных трудов наиболее полно не только описал, но и анатомически подтвердил это явление и сделал правильные выводы.

#### Работа о поражении  ядра 6-го черепного нерва
В 1877 он открыл, что поражения, ограниченные ядром 6-го черепного нерва  (отводящего) ведут  к параличу и повороту сопряжённого взгляда в сторону поражения («глаза смотрят на очаг поражения») и был первым, кто установил, что a центр  его — в покрышке моста. Эта работа сделала его всемирно известным.

#### Учебник о болезнях головного мозга
Между 1881 и 1883 Вернике опубликовал трёхтомный «Lehrbuch der Gehirnkrankheiten (Учебник о болезнях головного мозга)». Это комплексное обследование включает в себя ряд оригинальных анатомических, патологических, и клинических наблюдений, например таких, как предсказание и затем подтверждение обнаруженных симптомов в результате окклюзии задней нижней мозжечковой артерии. Во втором томе он впервые описал энцефалопатию Вернике. Здесь же он начал исследования по классификации психических болезней.

#### Энцефалопатия Вернике. Синдром Вернике — Корсакова

Третий и четвёртый желудочек

В 1881 Карл Вернике описал острую болезнь, характеризующееся энцефалопатией, отёком дисков зрительных нервов, кровоизлияниями в сетчатку, офтальмопарезом и атаксией у 3 пациентов. У них наблюдалось нарастание угнетения сознания, приведшее к смерти, в связи с чем такой исход считался типичным. Описано заболевание было в случае проглатывания серной кислоты (1 женщина), и алкоголизм. Вернике описал очаговые сосудистые поражения серого вещества вокруг III, IV желудочков мозга  и сильвиева водопровода. Он рассматривал данное заболевание как воспалительное и токсическое и предложил называть его острым верхним геморрагическим полиэнцефалитом. Теперь известно, что оно вызвано дефицитом тиамина. Оно может сочетаться с корсаковским психозом — подострым синдромом деменции (синдром Вернике — Корсакова).

#### Классификация психических расстройств
Карл Вернике стремился к естественной системе классификации психических расстройств, главным образом основанной на анатомии и патологии нервной системы. Его взгляды были основаны на концепции, что психические заболевания были вызваны нарушениями ассоциативной системы. Это было своего рода локализационная доктрина. Карл Вернике искал так называемый «элементарный психиатрический симптом», с которого начинается вся патология. Он считал, что их может быть несколько, например: «тревожный психоз», «галлюциноз», «двигательный психоз», «экспансивный психоз через аутохтонные идеи». В современной медицине такая классификация в МКХ-10 или DSM-IV-TR не используется. 1-й, 3-й и 4-й из этих симптомов позже К. Клейст и К. Леонгард включили в структуру предшественников МДП (БАР).
Вернике не верил в существование конкретных психиатрических болезней. Поэтому  Вернике был горячим противником Э. Крепелина, считая его классификацию психиатрических заболеваний недостаточно научной.
Однако прогрессивным в этой  классификации было то, что  Вернике впервые применил к ней модель по типу рефлекторной дуги (аффектор, нейрон ЦНС и эффектор).
Также этой классификацией он повлиял на К. Леонгарда и его классификацию акцентуаций.

#### Модель языка Вернике — Гешвинда

Схема речи Вернике — Гешвинда

Вернике создал раннюю неврологическую модель языка, что впоследствии была возрождена Н. Гешвиндом. Модель известна  сейчас как модель Вернике — Гешвинда.
Он считал, что речь — многоэтапный процесс, и слово из слуховой памяти переходит в центр «идеации» (мышления), а из него — в центр двигательной памяти и артикуляционный аппарат.

#### Другие психиатрические исследования. Гиперметаморфоз. Сверхценные идеи
В психиатрии  Карл Вернике также описал следующие симптомы: алкогольный галлюциноз, аллопсихоз, аутопсихоз, в том числе, экспансивный, аутохтонные идеи (см. ментизм), бред вторичный, псевдодеменцию, гневливую манию, пресбиофрению Вернике (см. Деменция), транзитивизм, дополнил сведения о соматопсихозе — особой ипохондрии с сенестопатиями, предложил теорию сейюнкции — поражения системы ассоциативных связей (проекционных зон) головного мозга с психическими наслоениями, Пика-Вернике височно-теменной синдром — сочетание сенсорной афазии и аграфии с центральным парезом нижней конечности и расстройствами чувствительности на той же половине тела; наблюдается при поражении височно-теменной области доминантного полушария большого мозга.
Он впервые ввёл в психопатологию термин «Гиперметаморфоз внимания» (неустойчивость внимания) (1881) в качестве симптома, а не отдельной болезни, как считал его учитель Г. Нойманн (1859).
Карл Вернике в 1892 впервые описал сверхценные идеи. Он дифференциировал их от обсессий, описанных его учителем К.-Ф.-О.  Вестфалем.

#### Спазм Вернике
Карл Вернике впервые описал в «Случай судорожного невроза» (нем. «Ein Fall von Crampus-Neurose») болезненные судороги мышц психогенной природы, возникающие при беспокойстве или страхе, известные как судорога Вернике или синдром Вернике-2, а в современной неврологии — писчий спазм.
Вернике обнаружил синдром, когда работал с пациенткой, известной как Герда С., у которой острый страх карандашной стружки вредил её работе в качестве клерка в немецкой компании Siemens. Он добился частичного лечения с помощью высокочастотного низковольтного сигнала, подаваемого на виски, что продемонстрировал на лекции в университете Бреслау в мае 1904.

#### Зрачковая реакция Вернике
Карл Вернике описал реакцию, наблюдаемую в некоторых случаях гемианопсии, при которой свет, проецируемый на сетчатку одной половины глаза, вызывает сокращение радужки, в то время как с другой стороны такой реакции не вызывает.

#### Гемиплегия Вернике — Манна

Поза Вернике — Манна

Поза Вернике — Манна — своеобразная поза больного при центральном гемипарезе (параличе), развившемся вследствие поражения внутренней капсулы: приведение плеча к туловищу, сгибание предплечья, сгибание и пронация кисти, разгибание бедра, голени и подошвенное сгибание стопы; обусловлена повышением мышечного тонуса сгибателей руки и разгибателей ноги.

#### Вернике с сотрудниками и учениками
Карл Вернике был молчаливым и замкнутым человеком. Он был близок со своими старшими коллегами, в частности Эрнстом Шторхом (Storch), которого очень уважал. Со своими младшими учениками контактировал мало, но его способ обследования больных и его демонстрации были очень чёткими и побуждали к учёбе. Те, кто имел возможность присутствовать в его клинике, были подвержены его глубокому влиянию на их дальнейшее рассмотрение неврологических и психиатрических проблем, которое можно увидеть в работе целого поколения немецких психиатров.

### Уход

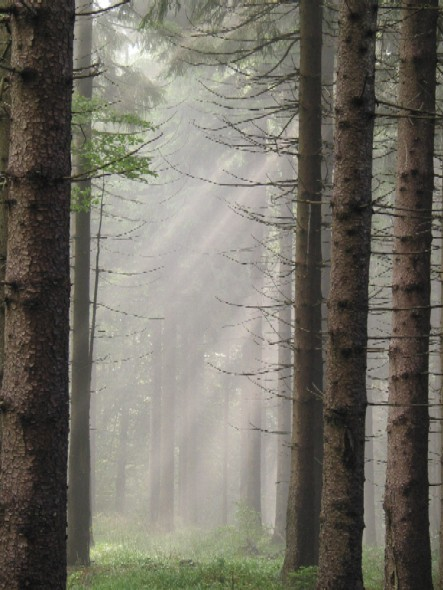
Тюрингенский Лес — место трагической гибели Карла Вернике

13 июня 1905 года при катании на велосипеде в Тюрингенском Лесу
с Карлом Вернике произошёл несчастный случай: он сломал несколько рёбер и грудину, что привело к пневмотораксу. От этих тяжёлых травм он скончался через два дня — 15 июня 1905 года, в Дёррберге (теперь маленький независимый населённый пункт в коммуне Гревенроде).  Его тело было кремировано в Готе.
Неожиданная смерть Вернике произошла на взлёте карьеры.  Многие его труды издавались и переиздавались длительное время после его смерти, не утратив своей важности.

## Оценки
- По словам А. А. Ткаченко, Карла Вернике очень высоко ценил Карл Ясперс:

«В то же время, оставаясь весьма скупым на похвалы в адрес именитых психиатров, он всё же отмечал как чрезвычайно талантливых таких немецких учёных, как Карл Вернике…»

Ясперс ставил Вернике рядом с Фрейдом как пример противоположностей в психиатрических теориях своего времени.
- Интересно, однако, что концепцию классификации психических расстройств, разработанную Вернике в его «Grundriss der Psychiatrie (Плане психиатрии)» Карл Ясперс называл «мифологией мозга».

## Список произведений
- «Der aphasische Symptomencomplex. Eine psychologische Studie auf anatomischer Basis (Симптомокомплекс афазии. Психологическое исследование на анатомической основе)» (неопр.). — Бреслау, 1874.
- «Lehrbuch der Gehirnkrankheiten für Aerzte und Studierende (Учебник болезней мозга для врачей и студентов)» (нем.). — Кассель, Берлин: Fischer, 1881-1883. — S. в 3—х т.
- «Atlas des Gehirns (Атлас мозга)» (неопр.). — Бреслау: Schletter, 1897, 1903. — С. в 2—х т.
- «Über die Klassifikation der Psychosen (О классификации психозов)» (неопр.). — Бреслау, 1899.
- «Die neueren Arbeiten über Aphasia (Новые работы по афазии)» (неопр.). — Берлин: Fortschritte der Medizin, 1885. — С. №3. — с. 824—830.
- «Die neueren Arbeiten über Aphasia (Новые работы по афазии)» (нем.). — Берлин: Fortschritte der Medizin, 1886. — S. №4. — с. 371—377, 463—482.